# Северна Македонија на Летњим олимпијским играма 2020.
Северна Македонија је учествовала на Летњим олимпијским играма 2020.које су одржане у Токију (Јапан) од 23. јула до 8. августа 2021. године. Ово је било њихово седмо узастопно учешће на ЛОИ након што је Олимпијски комитет Северне Македоније постао пуноправни члан Међународног олимпијског комитета 1993. године.
На играма је Македонски олимпијски комитет имао 8 учесничких квота у 7 спортова.

## Освајачи медаља
| Медаља | Олимпијац         | Спорт    | Дисциплина              |
| ------ | ----------------- | -------- | ----------------------- |
| Сребро | Дејан Георгиевски | Теквондо | Преко 80 кг за мушкарце |

## Учесници по спортовима
| Спорт      | Мушкарци | Жене | Укупно |
| ---------- | -------- | ---- | ------ |
| Атлетика   | 1        | 0    | 1      |
| Карате     | 0        | 1    | 1      |
| Пливање    | 1        | 1    | 2      |
| Рвање      | 1        | 0    | 1      |
| Стрељаштво | 1        | 0    | 1      |
| Теквондо   | 1        | 0    | 1      |
| Џудо       | 0        | 1    | 1      |
| 7 спортова | 5        | 3    | 8      |

## Атлетика
Македонски олимпијски комитет је, одлуком ИААФ базираној на прерасподели учесничких квота, добио једну ичесничку квоту.
| Атлетичар      | Дисциплина | Квалификације | Квалификације | Полуфинале       | Полуфинале       | Финале           | Финале           |
| Атлетичар      | Дисциплина | Резултат      | Пласман       | Резултат         | Пласман          | Резултат         | Пласман          |
| -------------- | ---------- | ------------- | ------------- | ---------------- | ---------------- | ---------------- | ---------------- |
| Јован Стојоски | 400 м      | 46.81         | 7             | Није се пласирао | Није се пласирао | Није се пласирао | Није се пласирао |

## Карате
ОКМ је добио једну специјалну позивницу за учешће на Играма.
| Каратиста             | Категорија | Елминицаиона рунда | Елминицаиона рунда | Други круг        | Други круг        | Финале/ БМ        | Финале/ БМ        | Финале/ БМ        |
| Каратиста             | Категорија | Резултат           | Пласман            | Резултат          | Пласман           | Резултат          | Пласман           | Пласман           |
| --------------------- | ---------- | ------------------ | ------------------ | ----------------- | ----------------- | ----------------- | ----------------- | ----------------- |
| Пулексенија Јованоска | ката       | 23.90              | 5/10               | Није се пласирала | Није се пласирала | Није се пласирала | Није се пласирала | Није се пласирала |

## Пливање
| Пливач(ица)           | Дисциплина                 | Група   | Група   | Полуфинале        | Полуфинале        | Финале            | Финале            |
| Пливач(ица)           | Дисциплина                 | Време   | Пласман | Време             | Пласман           | Време             | Пласман           |
| --------------------- | -------------------------- | ------- | ------- | ----------------- | ----------------- | ----------------- | ----------------- |
| Филип Деркоски        | 400 м слободно за мушкарце | 4:03,34 | 36/36   | Н/Д               | Н/Д               | Није се пласирао  | Није се пласирао  |
| Миа Блажевска Еминова | 100 м слободно за жене     | 57,19   | 40/52   | Није се пласирала | Није се пласирала | Није се пласирала | Није се пласирала |

## Рвање
Слободни стил
| Рвач              | Категорија | Прво коло           | Четвртфинале       | Полуфинале         | Репесаж            | Финале/ БзБ        | Финале/ БзБ |
| Рвач              | Категорија | Противник Резултат  | Противник Резултат | Противник Резултат | Противник Резултат | Противник Резултат | Пласман     |
| ----------------- | ---------- | ------------------- | ------------------ | ------------------ | ------------------ | ------------------ | ----------- |
| Магомедгаџи Нуров | до 97 кг   | Садауи ПОБ 3:0поени | Салас ПОР 1:3поени | Није се пласирао   | Није се пласирао   | Није се пласирао   | 9           |

## Стрељаштво
Олимпијски комитет Македоније је заљхваљујући специјалној позивници квалификовао једног такмичара у стрељаштву.
| Такмичар          | Дисциплина           | Квалификације | Квалификације | Финале           | Финале           |
| Такмичар          | Дисциплина           | Бодови        | Пласман       | Бодови           | Пласман          |
| ----------------- | -------------------- | ------------- | ------------- | ---------------- | ---------------- |
| Борјан Бранковски | ваздушни пиштољ 10 м | 573           | 21/36         | Није се пласирао | Није се пласирао |

## Теквондо
| Теквондиста       | Категорија | Прво коло          | Четвртфинала       | Полуфинала         | Репесаж            | Финале/ БМ         | Финале/ БМ |
| Теквондиста       | Категорија | Противник Резултат | Противник Резултат | Противник Резултат | Противник Резултат | Противник Резултат | Пласман    |
| ----------------- | ---------- | ------------------ | ------------------ | ------------------ | ------------------ | ------------------ | ---------- |
| Дејан Георгиевски | преко 80кг | Алба ПОБ 11-8      | Гбане ПОБ 9-4      | Кјо-дон ПОБ 12-6   | Н/Д                | Ларин ПОР 9-15     |            |

## Џудо
Македонски савез је добио специјалну позивницу за учешће на џудо турниру захваљјући прерасподели квота.
| Џудока         | Дисциплина       | Прво коло             | Друго коло         | Четвртфинала       | Полуфинала         | Репесаж            | Финала / БМ        | Пласман           |
| Џудока         | Дисциплина       | Противник/резултат    | Противник/резултат | Противник/резултат | Противник/резултат | Противник/резултат | Противник/резултат | Пласман           |
| -------------- | ---------------- | --------------------- | ------------------ | ------------------ | ------------------ | ------------------ | ------------------ | ----------------- |
| Арбреша Реџепи | до 52 кг за жене | Гил (GBR) · ПОР 00–11 | Није се пласирала  | Није се пласирала  | Није се пласирала  | Није се пласирала  | Није се пласирала  | Није се пласирала |